# Ius, l'invention du droit en Occident
Ius, l'invention du droit en Occident est un ouvrage d'histoire du droit paru en 2005 sur la jurisprudence romaine, par le professeur italien Aldo Schiavone. Sa thèse principale est que le droit tel qu'il est pratiqué aujourd'hui dans les États occidentaux est un « style mental » construit par des rapports de pouvoir vers la fin de la République romaine, une période qu'il présente comme celle d'une mise au pas disciplinaire des gens du monde romain à travers des innovations intellectuelles parmi l'aristocratie. Pour Schiavone, le style juridique – caractérisé selon lui par la systématisation de concepts abstraits – est historiquement et politiquement situé parmi une classe professionnelle de jurisconsultes et de juges, en négociation avec un pouvoir législatif centralisé qu'ils légitimisent en échange d'un statut d'élite.
Les recensions caractérisent cet ouvrage comme captivant mais manquant de rigueur dans sa méthode historique.

## Contenu et thèses
Les chapitres ix à xxi se consacrent aux changements dans les idées des juristes romains entre le iie siècle avant J.-C. et l’époque d’Ulpien. Schiavone accorde un rôle de premier plan à Mucius Scaevola, parce que le plan de sa présentation du corpus iuris civilis était organisé par thèmes plutôt qu'en suivant les sections du corpus lui-même. Selon Schiavone, la classe des juristes a évolué à partir de celle des pontifes.
Pour Schiavone, ce n'est que tardivement que l'idée de justice en tant que vertu a été associée au droit, lorsque la classe professionnelle des juristes s'était déjà positionnée comme un intercesseur auprès du pouvoir princier. Selon son analyse, l'idée du droit naturel est également apparue après celle du droit, afin de servir de légitimation idéologique au pouvoir impérial. Il insiste aussi sur l'idée que la spécificité de la jurisprudence romaine serait de s'être isolée des considérations religieuses, économiques ou politiques – ou en tout cas de s'être présentée comme telle.
Selon Pierre Brunet, le livre de Schiavone parle de la tension au sein du droit entre simplement décrire ce que dit la loi et prescrire ce qu'elle devrait être. Brunet est d'accord avec Schiavone pour dire que le discours sur la neutralité du droit est d'ordre idéologique et contribue à légitimer le pouvoir.

## Traductions
Plusieurs recensions déplorent certains aspects de la traduction en français parue chez Belin. Le principal reproche est que le terme de disciplinamento se voit traduit par une variété de mots, occultant l'importance centrale de ce concept dans l'ouvrage. L'idée de disciplinement (de) est un héritage des travaux de Max Weber, Michel Foucault et Gerhard Oestreich : les discours juridiques sont vus alors comme des technologies de pouvoir. Nicolas Cornu Thénard tient cependant à remercier le couple Bouffartigue pour cette traduction.
Une recension remarque que la traduction en anglais rend certains des arguments de Schiavone moins pertinents, notamment celui selon lequel les historient qui utilisent le terme diritto (droit) pour parler des pratiques de l'antiquité égyptienne ou mésopotamienne abuseraient d'un mot qu'n ne saurait détacher de son origine romaine pour Schiavone. En anglais, un tel emploi général du terme law ne saurait subir la même critique.

## Réception
De manière générale, toutes les recensions soulignent que le livre est une somme d'érudition.
Le professeur Jani Kirov a publié une recension décidément critique de ce livre, pointant des extrapolations de la part de Schiavone sur les motivations internes des juristes antiques à partir de rares éléments textuels. Kirov déplore également une faiblesse conceptuelle des notions maniées par Schiavone, d'un abord difficile du propre aveu de ce dernier. Enfin, il qualifie la trame historique dessinée dans le livre d'« invention d'une invention » – pour Kirov, le droit ne se résume pas à une quelconque origine dans la jurisprudence romaine.
Plutôt du point de vue du droit comparé, le professeur Seán Patrick Donlan remet fondamentalement en cause les hypothèses les plus fortes que Schiavone avance sur l'originalité de la jurisprudence romaine et son ancestralité dans les pratiques étatiques européennes de l'époque moderne. Donlan critique le fait que Schiavone tire des enseignements valant de manière tacite pour l'échelle globale, seulement à partir de l'étude de la jurisprudence romaine, nécessairement locale.
Plus mitigé, le professeur Tristan Taylor met en valeur les efforts de lecture et d'analyse des textes des juristes, qui s'attachent au style comme au propos de ces personnalités méconnues de l'antiquité. Il salue aussi la manière qu'a Schiavone de mettre le droit romain en perspective historique comme un phénomène complexe et façonnés par les enjeux du reste de la société, au lieu de le considérer comme éternel et monolithique comme la tradition européenne l'a longtemps fait. Cependant, il regrette que le travail de Schiavone se concentre sur quelques juristes selects, et pointe comme d'autres que les idées pessimistes de Schiavone sur l'histoire romaine influencent sa présentation des évolutions juridiques.
Christian Baldus (de) souligne les manières dont il pense que le livre de Schiavone pourrait être lu comme une leçon pour les spécialistes contemporains du droit privé en Europe. Une autre recension fait remarquer que l'ouvrage n'est certes pas rigoureux d'un point de vue historique, mais qu'il est exceptionnellement attractif pour les non-historiens parce qu'il propose un cadrage relativement synthétique et narratif par rapport aux monographies pointues habituellement publiées sur le sujet. Dans le même esprit, le professeur Thénard fait savoir qu'il n'est pas d'accord avec la problématisation, annoncée par le titre, du droit comme une invention occidentale, mais il recommande le livre comme une introduction au champ de recherche pour lecteur·rices curieux·ses.

## Éditions
- (it) Aldo Schiavone, Ius: l'invenzione del diritto in Occidente, Einaudi, coll. « Piccola biblioteca Einaudi. Nuova serie », 2017, 2e éd. (1re éd. 2005) (ISBN 978-88-06-23324-2)
- Aldo Schiavone (trad. Geneviève & Jean Bouffartigue), Ius, l'invention du droit en Occident, Belin, coll. « L'Antiquité au présent », 2008 (ISBN 978-2-7011-4419-1)
- Aldo Schiavone (trad. Geneviève & Jean Bouffartigue), Ius, l'invention du droit en Occident, Belin, coll. « poche », 2011 (ISBN 978-2-7011-6120-4)